# Нигеро-турецкие отношения
Нигеро-турецкие отношения — двусторонние дипломатические отношения между Нигером и Турцией. 

## История
С января 2012 года у Турции есть посольство в Ниамее, а с октября 2012 года у Нигера есть посольство в Анкаре и консульства в Стамбуле, Бурсе и Анталии. В том же году между двумя странами было подписано 29 международных договоров и соглашений.
В январе 2013 года премьер-министр Турции Реджеп Тайип Эрдоган посетил Нигер, в то время как президент Нигера Махамаду Иссуфу посетил Турцию в марте 2014 года. Премьер-министр Нигера Бриги Рафини посетила Турцию в январе 2018 года.
В июле 2020 года министр иностранных дел Турции Мевлют Чавушоглу посетил с официальным визитом Нигер, где провёл переговоры с президентом страны Махамаду Иссуфу. Мевлют Чавушоглу на встрече заявил, что Турция готова активно участвовать в развитии экономики Нигера, в частности с сфере строительства, инфраструктуры, энергетике, горнодобывающей промышленности и сельском хозяйстве. Также ряд аналитиков отметил стремление Турции заключить военное соглашение с правительством Нигера.

## Торговля
В 2015 году объём товарооборота между странами составил сумму 46 485 000 долларов США в 2013 году, 35 272 000 долларов США в 2014 году и 31 351 000 долларов США в 2015 году, причем почти весь этот объём приходится на экспорт Турции в Нигер. В 2019 году объём товарооборота между Нигером и Турцией достиг суммы 72 000 000 долларов США.